# Diplacodes luminans
Diplacodes luminans – gatunek ważki z rodziny ważkowatych (Libellulidae). Występuje w Afryce Subsaharyjskiej i jest szeroko rozpowszechniony – od Gambii i Gwinei Bissau na wschód po Etiopię i Somalię oraz na południe po RPA.
W RPA imago lata od listopada do końca kwietnia. Długość ciała 36–39 mm. Długość tylnego skrzydła 27–30 mm.